# 森澤誠一
森澤 誠一（もりさわ せいいち）は、バスケットボール選手・指導者である。

## 人物
早稲田大学在学中、全日本に選出され、第10回極東選手権競技大会に出場。
戦後は早大に戻り、1955年より監督に就任。1956年に創設された女子部監督も兼任した。
全日本の監督も務め、ローマ五輪で指揮を執った。

## 日本代表歴
- 1934極東選手権